# Trinidad a Tobago na Letních olympijských hrách 1976
Trinidad a Tobago na Letních olympijských hrách 1976 v kanadském Montréalu reprezentovalo 13 mužů ve 3 sportech.

## Medailisté
| Medaile | Jméno           | Sport    | Disciplína        |
| ------- | --------------- | -------- | ----------------- |
| Zlato   | Hasely Crawford | Atletika | Muži běh na 100 m |